# TrueNorth

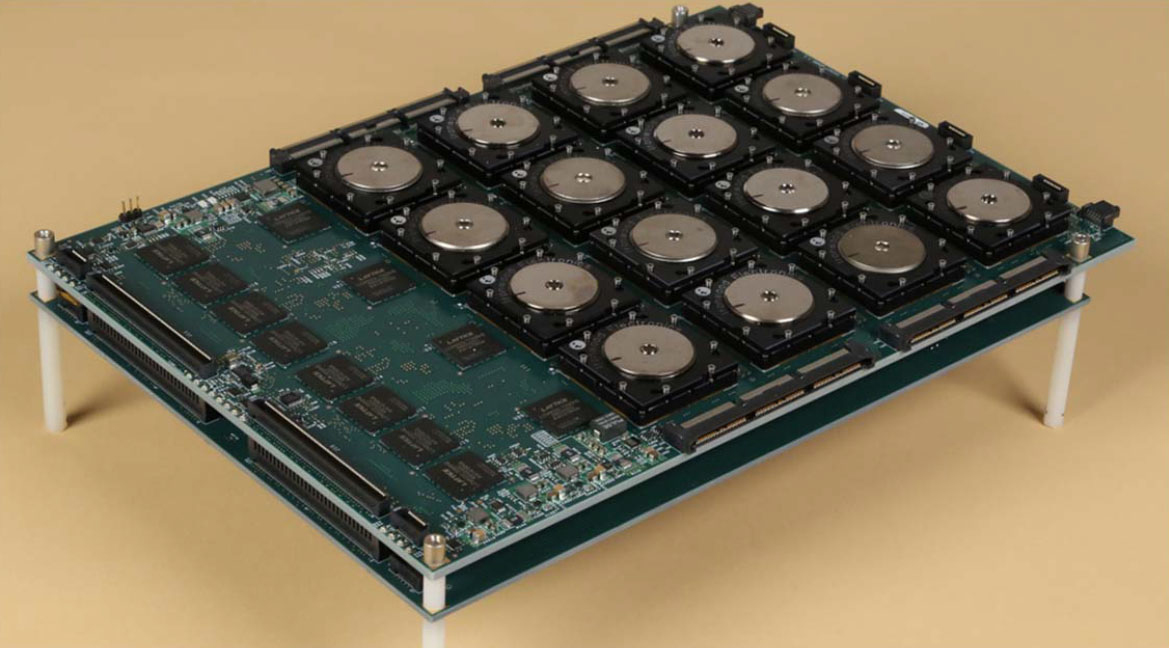
16 TrueNorth Chips auf einem Entwickler-Board

TrueNorth ist ein neuromorpher Prozessor der zweiten Generation von IBM, welcher im Rahmen des SyNAPSE-Programms der DARPA entwickelt wurde. Der Chip ist von der Funktionsweise des Neocortex inspiriert und bildet diesen funktional stark vereinfacht ab. Er basiert damit nicht auf der Von-Neumann-Architektur, wird aber dennoch aus üblichen Materialien und Prozessen hergestellt.

## Technische Daten

Prinzipschaltbild eines „Neurosynaptic Core“

TrueNorth besteht aus einem Die mit 4096 spike-neuralen Netzwerk-Cores mit insgesamt 1 Million künstlicher Neuronen (das menschliche Gehirn hat ca. 100 Milliarden Neuronen) und 256 Millionen Synapsen, sowie 400 Mebi SRAM, mit denen er {\displaystyle 46\cdot 10^{9}} synaptische Operationen pro Sekunde pro Watt (SOPS) schafft. Er hat eine Leistungsdichte von {\displaystyle 20\,{\frac {\mathrm {mW} }{\mathrm {cm} ^{2}}}} und eine Leistungsaufnahme von 70 mW bis 100 mW. Der Chip arbeitet nebenläufig, ungetaktet und fehlertolerant. Auch weisen auf TrueNorth-basierte Systeme eine hohe Skalierbarkeit auf.
Die Herstellung erfolgt in einem 28 nm-Prozess und die Chips können beliebig zusammen geschaltet werden. Neue Technologien wie Memristoren kommen bei TrueNorth nicht zum Einsatz.

## Anwendung
TrueNorth dient insbesondere der Simulation von rekurrenten neuronalen Netzwerken und ist damit ideal für Anwendungen in der Musteranalyse, wie z. B. der Bild- und Spracherkennung, sowie der Sensorik und Regelungstechnik. TrueNorth-basierte Systeme sollen zukünftig in Watson integriert werden.
Im Jahre 2014 hat das Air Force Research Laboratory (AFRL) als erster einen TrueNorth-Prototyp erworben. Ende 2016 wurde bekannt, dass ein TrueNorth-Chip im Vergleich mit einem NVIDIA Tegra K1 (auf einem Jetson TX-1 Entwicklerboard) bei der Erkennung von Fahrzeugen auf dem MSTAR-Datensatz die gleiche Erkennungsrate lieferte, jedoch nur ein zwanzigstel bis ein dreißigstel des Energiebedarfs hatte. Nachteilig wurden die – aufgrund fehlender Massenproduktion – hohen Kosten von TrueNorth sowie das Fehlen passender Softwarebibliotheken gesehen. Das AFRL legte jedoch nahe, dass sich der TrueNorth-Chip in Umgebungen mit begrenzter Energieverfügbarkeit – etwa in autonomen Fahrzeugen, Drohnen und Satelliten – empfehlen würde.

## Weiterentwicklung
Der Prozessor wird zum Cortical Processor weiterentwickelt und soll zukünftig einen Hierarchischen Temporalspeicher (HTM) nativ in Hardware implementieren.